# JJ・ウェザーホルト
ジョナサン・デビッド・ウェザーホルト（Jonathan David Wetherholt, 2002年9月10日 - ）は、アメリカ合衆国メリーランド州ボルチモア出身の野球選手（内野手）。右投左打。

## 経歴
ウェストバージニア大学では2年目の2023年、55試合に出場して打率.449、16本塁打、60打点を記録した。また、オフには日米大学野球選手権大会のアメリカ合衆国代表に選出された。
2024年は36試合に出場して打率.330、8本塁打、30打点を記録した。

## 詳細情報

### 代表歴
- 2023年 第44回日米大学野球選手権大会アメリカ合衆国代表